# Josef Schneider (Fußballspieler, 1901)
Josef „Pepi“ Schneider (* 1901; † unbekannt) war ein österreichischer Fußballspieler und Fußballtrainer.

## Karriere
Pepi Schneider durchlief in seinen Jugendjahren eine Reihe Wiener Fußballvereine, nämlich den Wiener AF, den SC Bewegung XX, den SC Donaustadt, den Wiener Amateur SV und die Typographia. Nachdem er seine ersten Meisterschaftstore 1919 für den WAF erzielt hatte, gelang ihm 1921 der Durchbruch bei der Vienna, für die er in der Herbstsaison sieben Tore erzielte. Über den FC Ostmark kam er 1923 schließlich zum Wiener AC, wo er erstmals länger als eine Saison bei einem Verein blieb.
Die Pratermannschaft war damals in die zweite Klasse abgestiegen und lieferte sich die gesamte Saison über ein Duell um den Aufstieg mit dem Floridsdorfer AC, das Schneiders Mannschaft schließlich knapp mit einem Punkt Vorsprung für sich entscheiden konnte. In den folgenden drei Saisonen konnten sich die Rot-Schwarzen, wo Schneider sowohl als rechter als auch als linker Läufer eingesetzt wurde, in der nunmehr auf Professionalbetrieb umgestellten ersten Klasse behaupten.
Nachdem Schneider 1924 erstmals in der Wiener Stadtauswahl zum Einsatz gekommen war, erfolgte im Juli 1925 seine erste Einberufung in die österreichische Fußballnationalmannschaft, wo er im Rahmen einer Skandinavientournee sein Debüt beim 4:2 gegen Schweden gab. In den beiden nächsten Jahren gehörte er zur Stammbesetzung der Nationalauswahl und bestritt insgesamt zehn Länderspiele.
1927 verließ er den WAC und traf eine für damalige Verhältnisse ungewöhnliche Entscheidung, indem er in die ungarische Liga zum MTK Hungária Budapest wechselte. Dort spielte er in einer Mannschaft mit Ferenc Hirzer, Kálmán Konrád und Gyula Mándi und erreichte nach einem zweiten Platz in der Saison 1927/28 im nächsten Jahr den Gewinn des ungarischen Meistertitels.
Im Sommer 1929 nahm Schneider ein Engagement in der American Soccer League an und unterschrieb bei der Brooklyn Hakoah, wo er gemeinsam mit József Eisenhoffer und Heinrich Schönfeld spielte. Im Oktober dieses Jahres wurde der Soccer War beendet, die ASL fusionierte mit der Eastern Soccer League und die laufenden Meisterschaften der beiden Ligen wurde unterbrochen. Schneider wechselte gemeinsam mit Eisenhoffer zu den Brooklyn Wanderers, wo er bis zu dessen Auflösung 1931 tätig war.
Nach seiner Rückkehr nach Europa spielte er zunächst für den Grasshopper Club Zürich, wo er unter der Leitung von Izidor Kürschner einen Cuptitel gewann und jeweils ein weiteres Mal im Finalspiel um Meisterschaft bzw. Cup stand. 1933 wechselte er in die französische Division 1 zum Stade Rennais Université Club. Bei den Bretonen blieb Schneider bis 1936, wo er u. a. an der Seite der deutschen Torjäger Walter Wollweiler und Walter Kaiser sowie des Brigittenauers Franz Pleyer spielte. In der Meisterschaft belegte Rennes als bestes Ergebnis 1933/34 einen sechsten Rang, und im gleichen Jahr kam seine Elf im Landespokal bis ins Viertelfinale. Im darauffolgenden Jahr schaffte der Klub es sogar bis ins Pokalfinale, das allerdings mit 0:3 verloren ging – ohne die fehlenden Schneider und Kaiser war Rennes gegen Olympique Marseille chancenlos. 1936 wechselte „Pepi“ zum Zweitligisten Le Havre AC und im Jahr darauf ebenfalls für eine Saison nach Südfrankreich zu Olympique Alésien.
Nach Ende seiner Tätigkeit in Frankreich kehrte er nach Österreich zurück und übernahm für die Saison 1939/40 das Traineramt beim FK Austria Wien.

## Erfolge
- 1× Ungarischer Meister: 1929
- 1× Österreichischer Zweitliga-Meister: 1924
- 1× Schweizer Cupsieger: 1932
- 1× Schweizer Cupfinalist: 1933
- 1× Schweizer Vizemeister: 1933
- 1× Französischer Cupfinalist: 1935
- 10 Spiele für die österreichische Fußballnationalmannschaft